# Gerhard Deutsch
Gerhard Deutsch (fl. XX secolo) è stato un nuotatore tedesco.

## Carriera
Fortemente specializzato nel dorso, vinse la medaglia d'oro ai campionati europei 1931 della storia nella distanza dei 100m.

## Palmarès
- Europei

Parigi 1931: oro nei 100m dorso.